# (37519) Амфий
(37519) Амфий (лат. Amphios, др.-греч. Ἅμφιος) — троянский астероид Юпитера, двигающийся в точке Лагранжа L5, в 60° позади планеты. Астероид был открыт 16 октября 1977 года голландскими астрономами К. Й. ван Хаутеном, И. ван Хаутен-Груневельд и Томом Герельсом в Паломарской обсерватории и назван в честь Амфия, одного из защитников Трои.

Орбита астероида Амфий и его положение в Солнечной системе